# Jan Vrba
Jan Vrba (Klenčí pod Čerchovem, 10 dicembre 1889 – Domažlice, 28 maggio 1961) è stato uno scrittore e guardaboschi ceco.

## Biografia
Jan Vrba nacque in una famiglia di insegnanti, primo di cinque figli. Frequentò il ginnasio di Domažlice senza mai aver portato a termine i propri studi. La morte della madre (1905) e le seconde nozze del padre influirono sulla sua decisione. Da sempre appassionato della natura, e in particolare dei boschi, decise di diventare guardia forestale, dapprima in qualità di guardaboschi aggiunto a Zruč nad Sázavou, poi trascorse due anni alla scuola per guardie forestali di Jemnice, in Moravia. Tra il 1910 e il 1914 studiò agronomia presso l'Università di Vienna. Cominciò per la prima volta a pubblicare i suoi lavori giornalistici nell'Almanacco viennes, le prime poesie furono date alle stampe nel 1909 nel settimanale Obrana Podyjí (La difesa del Podyjí) a Dačice. Alcune sue opere furono pubblicate nei giornali di Šalda. Iniziò ad arrotondare durante gli studi negli anni 1911 e 1912, a Beroun, in qualità di assistente ai corsi per guardaboschi. Dopo lo scoppio della guerra lavorò presso l'ufficio forestate di Zruč nad Sázavou, e in quel periodo il Právo lidu (Diritto del popolo) pubblicò alcuni suoi feulleiton sulla natura. Nel 1915 si arruolò, fu però esonerato dal servizio militare. Lasciò Zruč per insegnare a Jemnice, dal 1916 al 1919, nella scuola locale per guardaboschi e per convolare a nozze con il suo grande amore, conosciuta nel periodo studentesco. Ritiratosi dall'insegnamento scolastico, nel 1919 tornò nella regione nativa. Alcuni racconti vennero dati alle stampe sul giornale Zvon (La campana), e i suoi versi furono pubblicati in volume. Dal 1920 al 1923 fu il redattore della rivista Prameny (Le sorgenti) e della rivista per falconieri Na stráži (In guardia), entrambe di Plzeň. Fu inoltre anche il redattore del mensile Pramen (La sorgente). Si dedicò alla letteratura per il resto della sua vita che trascorse a Domažlice, dove morì all'età di 71 anni. Fu sepolto nella nativa Klenčí.

## L'opera
Molti suoi libri sono incentrati sulla sua esperienza professionale di guardaboschi o di cacciatore, tuttora ritenute degne di nota. L'insieme dei suoi scritti, pubblicati postumi, arriva ad occupare 76 volumi. Naturalmente questa sovrapproduzione è la causa del livello non proprio elevato di molti suoi romanzi. Gli è stato riservato l'appellativo de “il poeta del bosco, degli alberi e degli animali.“ In alcuni suoi libri si è dedicato alla storia di Chodsko.

### Poesie
- Radostné zaslíbení (Lieto disìo, 1914), volume
- Svítání a svět (L'alba e il mondo, 1924), volume

### Novelle e racconti
- Les (Il bosco, 1917)
- Zahrada gestsemanská (Il giardino di Getsemani, 1918), racconto patriottico
- Sázava (1918)
- Knihy československých spisovatelů (Libri di scrittori cecoslovacchi, 1919)
- Jitřní lov (La caccia mattutina, 1919)
- Kniha z přírody (Il libro della natura, 1920)
- V poslední stráni (Sull'ultimo pendio, 1921)
- Bažantnice (Fagianeria, 1922)
- Zelené šero (Penombra verde, 1922)
- Vysoký sníh (Le nevi alte, 1924)
- Borovice (I pini, 1925)
- Chromá liška a jiné příhody (La volpe zoppa ed altre storie, 1925)
- Lesáci (I boscaioli, 1926)
- Divoženky (1926)
- Zapomenuté údolí (La valle dimenticata, 1926)
- Dražinovská hora (1926)
- Nejsilnější vášeň (La passione più forte, 1927)
- Mniška (1929)
- O myšce hrabalce (1929), per bambini
- Madlenka z Pece (Madlenka di Pec, 1930)
- Duše na horách (L'anima sulle montagne, 1931)
- Převrat (La svolta, 1932)
- Zlatý klíček (La chiave d'oro1932), per bambini
- Otokar Březina a jiní přátelé v mé paměti ('Otokar Březina ed altri amici nei miei ricordi, 1932)
- Tajemný svět (Un mondo segreto, 1934)

ed altri

### Romanzi
- Člověk boží (Uomo di Dio, 1917)
- Dolina (La valle, 1917)
- Boží mlýny (Mulini di Dio, 1919)
- Jan Martin Šanda (1920)
- Zubřany (Cacciatori di bisonti, 1920)
- Beranuc dvůr (La corte dei Beranuc, 1924)
- Chodsko pod Haltravou (1924)
- Chodské rebelie (La ribellione di Chodsko, 1924–1926), trilogia
- Prokop Veliký (Procopio il Grande, 1934), dilogia storica
- Soumrak Hadlasuc rodu (Il crepuscolo degli Hadlasuc, 1929)
- Zbytkový statek (Una tenuta residua, 1930)

## Adattamenti cinematografici
Già nel 1927 uscì un adattamento muto, da parte del regista Bradáč, del romanzo Boží mlýny (I mulini di Dio) ; nel 1938 uscì l'omonimo film di Václav Wasserman contemporaneamente in versione ceca e tedesca, con un'altra formazione d'attori.